# Jacques Degats
Jacques Léopold Degats (ur. 20 lutego 1930 w Vendrest, zm. 29 marca 2015 w Saint-Pierre-lès-Nemours) – francuski lekkoatleta, sprinter, mistrz Europy z 1954.
Specjalizował się w biegu na 400 metrów. Odpadł w ćwierćfinale tej konkurencji na igrzyskach olimpijskich w 1952 w Helsinkach, a francuska sztafeta 4 × 400 metrów w składzie: Jean-Pierre Goudeau, Robert Bart, Degats i Jean-Paul Martin du Gard zajęła w finale 6. miejsce.
Zdobył złoty medal w sztafecie 4 × 400 metrów na mistrzostwach Europy w 1954 w Bernie. Sztafeta francuska biegła w składzie: Pierre Haarhoff, Degats, Martin du Gard i Goudeau. Degats awansował również do finału biegu na 400 metrów, w którym został zdyskwalifikowany. Na igrzyskach olimpijskich w 1956 w Melbourne odpadł w ćwierćfinale biegu na 400 metrów i w eliminacjach sztafety 4 × 400 metrów (Francuzi biegli w składzie: Degats, Martin du Gard, Goudeau i Haarhoff).
Degats zwyciężył w biegu na 400 metrów i w sztafecie 4 × 400 metrów na igrzyskach śródziemnomorskich w 1951 w Aleksandrii i w 1955 w Barcelonie, a w 1951 był dodatkowo drugi w biegu na 200 metrów.
Był mistrzem Francji w biegu na 400 metrów w 1951, 1954 i 1957, wicemistrzem w 1958 oraz brązowym medalistą w 1952, a także wicemistrzem w biegu na 200 metrów w 1955.
Dwukrotnie poprawiał rekord Francji w biegu na 400 metrów do wyniku 47,3 s (21 lipca 1955 w Barcelonie) i również dwukrotnie ustanawiał rekord Francji w sztafecie 4 × 400 metrów do wyniku 3:08,7 (29 sierpnia 1954 w Bernie).